# Calcedonio Giordano
Calcedonio Giordano (Palermo, 11 luglio 1916 – Roma, 24 marzo 1944) è stato un militare italiano, Corazziere dell'Arma dei Carabinieri, martire delle Fosse Ardeatine, insignito di medaglia d'oro al valor militare alla memoria.

## Biografia
Calcedonio Giordano  si arruolò volontariamente nella Legione allievi Carabinieri a Roma il 7 agosto 1936 e fu nominato carabiniere a cavallo nel 1937, entrando nello Squadrone Carabinieri Guardie del Re grazie alla sua prestanza fisica. Conseguì il diploma di perito commerciale e si iscrisse alla facoltà di Economia e Commercio all’Università di Roma. Nel settembre 1943 fu ammesso alla Scuola allievi ufficiali di Firenze. 
Non potendo completare il corso di formazione, per il sopraggiungere dell'Armistizio, Giordano raggiunse la Capitale. 
Entrò, quindi, a far parte della formazione militare clandestina organizzata dal generale Filippo Caruso, che raccoglieva i militari sbandati dell'Arma, denominata Fronte clandestino di resistenza dei carabinieri e conosciuta anche come Banda Caruso.
Partecipò a numerose azioni rischiose contro l’occupazione tedesca. Fu catturato dai nazisti, torturato e infine fucilato il 24 marzo 1944 nell’eccidio delle Fosse Ardeatine, dove persero la vita 335 persone. Alla sua memoria è titolata la sezione dell'Associazione Nazionale Carabinieri di Palermo e la via in cui ha sede il Comando Stazione Carabinieri di Palermo-Falde.